# Materiali fonoisolanti
I materiali fonoisolanti sono elementi che hanno la proprietà di ridurre la trasmissione di onde sonore utilizzati in ambito edilizio. 

## Caratteristiche
I materiali fonoisolanti sono caratterizzati dall'avere un elevato peso specifico riuscendo, in questo modo, a disperdere la forza di un'onda acustica. Tra i materiali utilizzati vi sono membrane polimeriche e la gomma che vanno a costituire la struttura di base del pannello fonoisolante.